# National Basketball League 1945-1946
La stagione di National Basketball League 1945-1946 fu la nona nella storia della National Basketball League. Vinsero il titolo i Rochester Royals.

## Risultati

### Stagione regolare

#### Eastern Division
| Squadra                    | V  | P  | %    |
| -------------------------- | -- | -- | ---- |
| Fort Wayne Zollner Pistons | 26 | 8  | 76,5 |
| Rochester Royals           | 24 | 10 | 70,6 |
| Youngstown Bears           | 13 | 20 | 39,4 |
| Cleveland Allmen Transfers | 4  | 29 | 12,1 |

#### Western Division
| Squadra                | V  | P  | %    |
| ---------------------- | -- | -- | ---- |
| Sheboygan Red Skins    | 21 | 13 | 61,8 |
| Oshkosh All-Stars      | 19 | 15 | 55,9 |
| Chicago American Gears | 17 | 17 | 50,0 |
| Indianapolis Kautskys  | 10 | 22 | 31,3 |

### Play-off
|  | Semifinali Al meglio delle cinque partite | Semifinali Al meglio delle cinque partite | Semifinali Al meglio delle cinque partite | Semifinali Al meglio delle cinque partite | Semifinali Al meglio delle cinque partite | Semifinali Al meglio delle cinque partite | Semifinali Al meglio delle cinque partite |  |  | Finale Al meglio delle cinque partite | Finale Al meglio delle cinque partite | Finale Al meglio delle cinque partite | Finale Al meglio delle cinque partite | Finale Al meglio delle cinque partite | Finale Al meglio delle cinque partite | Finale Al meglio delle cinque partite |  |
|  |                                           |                                           |                                           |                                           |                                           |                                           |                                           |  |  |                                       |                                       |                                       |                                       |                                       |                                       |                                       |  |
|  | 1E                                        | Ft. Wayne Pistons                         | Ft. Wayne Pistons                         | 54                                        | 52                                        | 52                                        | 54                                        |  |  |                                       |                                       |                                       |                                       |                                       |                                       |                                       |  |
|  | 2W                                        | Rochester Royals                          | Rochester Royals                          | 44                                        | 58                                        | 58                                        | 70                                        |  |  | 1E                                    | Rochester Royals                      | Rochester Royals                      | Rochester Royals                      | 60                                    | 61                                    | 66                                    |  |
|  | 1W                                        | Sheb. Red Skins                           | 46                                        | 41                                        | 58                                        | 42                                        | 65                                        |  |  | 1W                                    | Sheb. Red Skins                       | Sheb. Red Skins                       | Sheb. Red Skins                       | 50                                    | 54                                    | 48                                    |  |
|  | 2W                                        | Oshkosh All-Stars                         | 45                                        | 53                                        | 52                                        | 68                                        | 46                                        |  |  |                                       |                                       |                                       |                                       |                                       |                                       |                                       |  |

## Vincitore
| Campione NBL 1945-1946       |
| ---------------------------- |
| Rochester Royals (1º titolo) |

## Premi NBL
- Most Valuable Player: Bobby McDermott, Fort Wayne Zollner Pistons
- Rookie of the Year: George Mikan, Chicago American Gears
- Coach of the Year: Les Harrison, Rochester Royals
- All-NBL First Team
  - Bob Carpenter, Oshkosh All-Stars
  - Ed Dancker, Sheboygan Red Skins
  - George Glamack, Rochester Royals
  - Red Holzman, Rochester Royals
  - Buddy Jeannette, Fort Wayne Zollner Pistons
  - Bobby McDermott, Fort Wayne Zollner Pistons
- All-NBL Second Team
  - Frankie Baumholtz, Youngstown Bears
  - Bob Calihan, Chicago American Gears
  - Al Cervi, Rochester Royals
  - Leroy Edwards, Oshkosh All-Stars
  - Mike Novak, Sheboygan Red Skins
  - Jerry Steiner, Indianapolis Kautskys